# 5500 Twilley
5500 Twilley è un asteroide della fascia principale. Scoperto nel 1981, presenta un'orbita caratterizzata da un semiasse maggiore pari a 2,2800613 UA e da un'eccentricità di 0,0884882, inclinata di 4,39326° rispetto all'eclittica.